# برايان جونسون
برايان جونسون (بالإنجليزية: Brian Johnson)‏ (و. 1939 – م) هو مخرج أفلام، من المملكة المتحدة، ولد في سري.

## جوائز وترشيحات
حصل على جوائز منها:
- جائزة الأوسكار للإنجاز المميز [الإنجليزية]‏ (1981)
- جائزة الأوسكار لأفضل تأثيرات بصرية، عن عمل: فضائي.

ترشح لـ:
- جائزة الأوسكار لأفضل تأثيرات بصرية، عن عمل: فضائي
- جائزة الأوسكار لأفضل تأثيرات بصرية، عن عمل: Dragonslayer (1981 film) [الإنجليزية]‏.

## وصلات خارجية
- برايان جونسون على موقع IMDb (الإنجليزية)
- برايان جونسون على موقع ألو سيني (الفرنسية)
- برايان جونسون على موقع قاعدة بيانات الفيلم (الإنجليزية)
- برايان جونسون على موقع كينوبويسك (الروسية)